# Kongens Lyngby

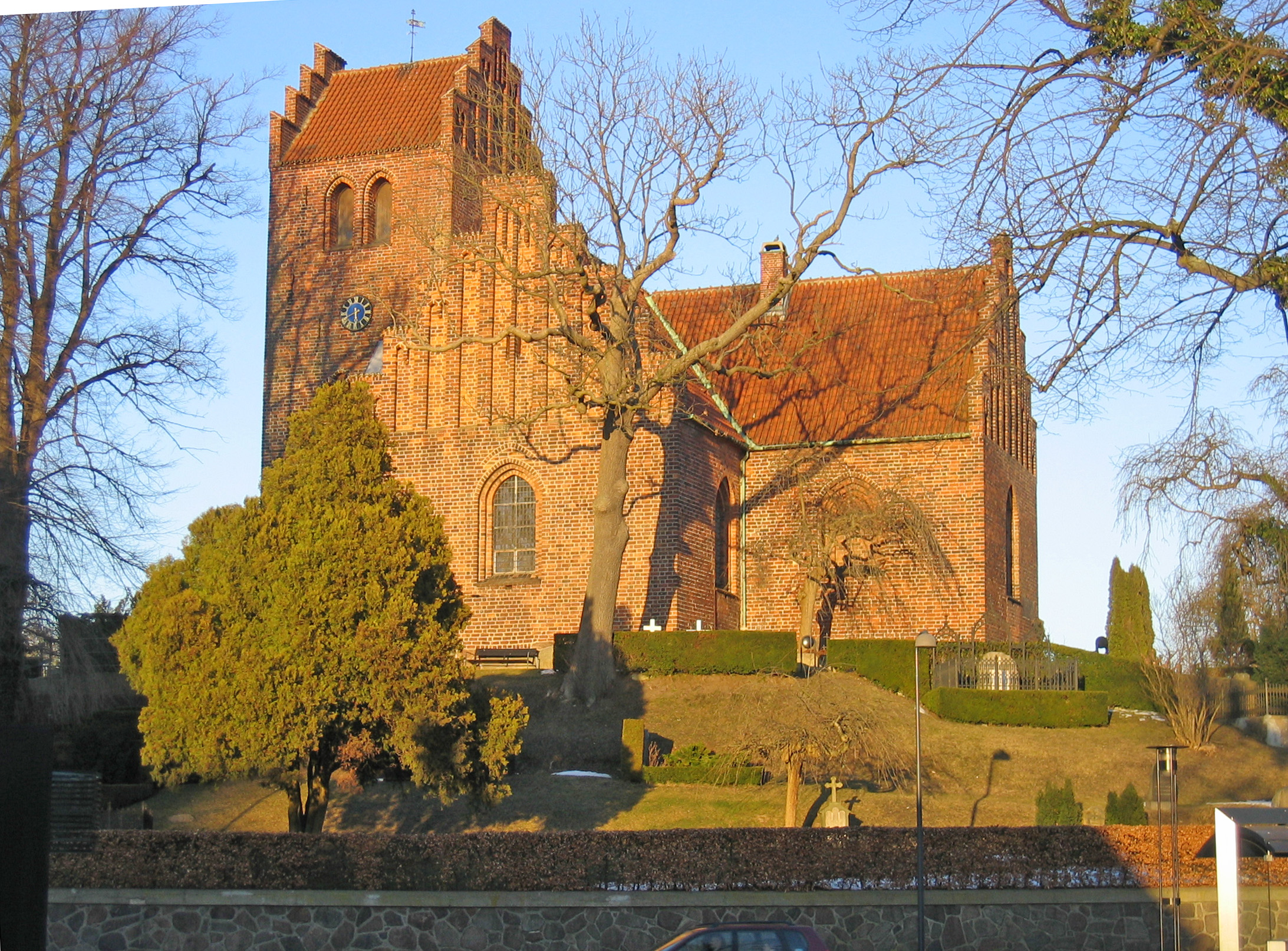
Lyngby kyrka.

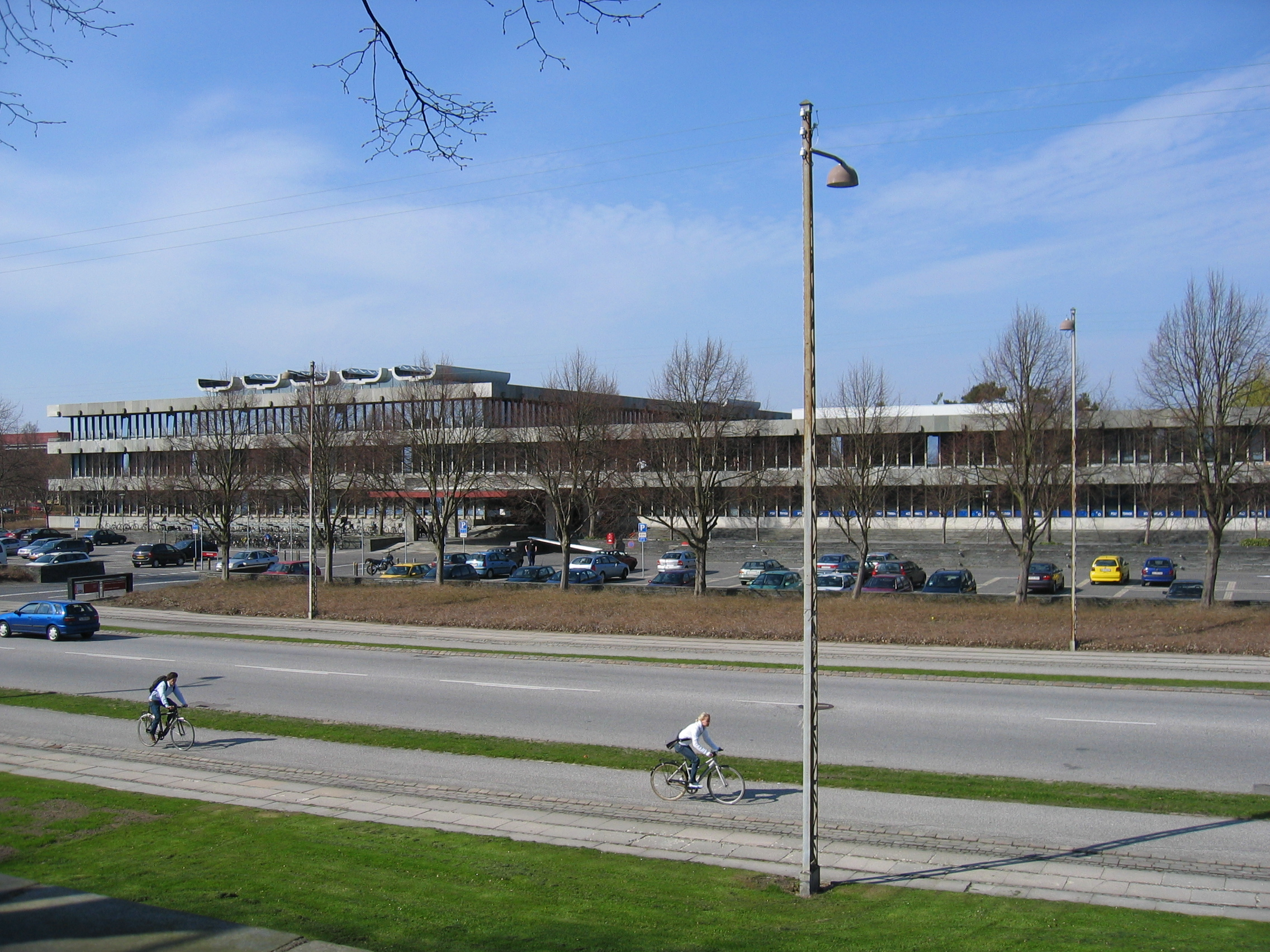
Danmarks tekniska universitet.

Kongens Lyngby (kortform: Lyngby eller Kgs. Lyngby) är huvudort i Lyngby-Taarbæks kommun, Danmark, cirka tio kilometer norr om Köpenhamn, vid järnvägen Nordbanen. I Kongens Lyngby finns även stationen Lyngby Lokal, som ligger längs Nærumbanen. 
I orten, med 19 500 invånare (2004), finns ett av Köpenhamns större förortscentrum. I Kongens Lyngby ligger Lyngby kyrka som uppfördes i mitten av 1100-talet i romansk stil.  
I Kongens Lyngby ligger Danmarks tekniska universitet. Norr om Sorgenfri slott, vid Kongevejen, ligger Frilandsmuseet. 
Från orten kommer fotbollsklubben Lyngby BK.